# Унты (село)
Унты́ — село в Гунибском районе Дагестана. Входит в состав сельского поселения Сельсовет Шуланинский.

## География
Расположено в 9 км к югу от районного центра с. Гуниб.

## Население
| 1869 | 1888 | 1895 | 1926 | 1939 | 1970 | 1989 |
| ---- | ---- | ---- | ---- | ---- | ---- | ---- |
| 208  | ↗262 | ↗279 | ↘256 | ↘250 | ↘248 | ↗291 |
| 2002 | 2010 | 2021 |      |      |      |      |
| ↗385 | ↘383 | ↗466 |      |      |      |      |